# آهن چوبی
با آهن چوب (گونه‌های مختلف درخت با چوب بسیار سخت) اشتباه نشود.

آهنِ چوبی (به آلمانی: hölzernes Eisen) یک اصطلاح جدلی است که اغلب در بلاغت فلسفی به کار می‌رود و به معنای غیرممکن بودن استدلال مقابل است. این اصطلاح یک مَثَل بیان نقیضی آلمانی است که در آن مفهوم «آهن» غیرآلی با مفهوم «چوبی» آلی ترکیب شده است. این تناقض در صفت یک تناقض منطقی است و زمانی رخ می‌دهد که یک صفت توصیفی با اسم خود متضاد باشد، مانند «دایرهٔ مربع»، «آتش یخ‌زده»، «برف جوشان» یا «مایع سخت».

## بررسی اجمالی
آرتور شوپنهاور در نقدهای خود نسبت به امانوئل کانت در جهان همچون اراده و تصور (۱۸۱۹) این اصطلاح را به کار برد. او در راستای استدلالش علیه مطلقات نوشت: «... امر مطلق با بایدهای بی‌قید و شرطش همچون عصایی ساخته شده از آهنِ چوبی ناگهان به درون دنیا می‌جهد تا به آن حکومت کند». او در یکی از فصل‌های این کتاب با عنوان «در باب دیدگاه بنیادی ایدئالیسم» با استفاده از این اصطلاح برای نشان دادن تفاوت بین «بازنمایی عقل» و «سوژه» موضع خود را در مورد ذهنیت بیشتر توضیح داده است. او در این گفت‌وگوی خیالی بین عقل و ماده، از قول عقل خطاب به ماده می‌گوید: «هرکس که مرا از خود دور می‌کند، و سپس معتقد است که هنوز می‌تواند در مورد تو فکر کند، درگیر یک توهم بزرگ است؛ زیرا وجود تو بدون بازنمایی من تناقضی صریح مانند یک آهن چوبی است».
فردریش نیچه که یکی از اندیشمندان علاقه‌مند به شوپنهاور بود به استفاده از این لفظ در نوشته‌های نیمهٔ دوم قرن نوزدهمش ادامه داد. تجارب لغت‌شناسانهٔ نیچه نیز معنی جدیدی به این عبارت بخشیدند. او به نظریهٔ به اصطلاح «ایدئالیسم واقعی» موریس کاریر هجمه وارد کرد. از آن برای توصیف «ملودی بی‌انتها» ی ریشارد واگنر استفاده کرد. او همچنین «اعمال ضدخود» و «امیال ضدخود» را نمونه‌هایی از آهن چوبی تلقی کرده است. او نیز مانند شوپنهاور مفاهیم فلسفی‌ای مانند «دانش خالص» و «شیء فی‌نفسه» را رد کرد. او از این واژه در تلاش‌های شاعرانه‌اش برای نقد سوسیالیسم و تشکیل یک «جامعهٔ آزاد» نیز استفاده کرد.